# Gare de Goebelsmühle
La gare de Goebelsmühle est une gare ferroviaire luxembourgeoise de la ligne 1, de Luxembourg à Troisvierges-frontière, située à Goebelsmuhle sur le territoire de la commune de Bourscheid, dans le canton de Diekirch.
Elle est mise en service en 1866 par la Compagnie des chemins de fer de l'Est, l'exploitant des lignes de la Société royale grand-ducale des chemins de fer Guillaume-Luxembourg.
C'est une halte voyageurs de la Société nationale des chemins de fer luxembourgeois (CFL), desservie par des trains InterCity (IC) et Regional-Express (RE).

## Situation ferroviaire
Établie à 251 mètres d'altitude, la gare de Goebelsmühle est située au point kilométrique (PK) 57,746 de la ligne 1 de Luxembourg à Troisvierges-frontière, entre les gares de Michelau et Kautenbach.

## Histoire
La station de Goebelsmühle est mise en service par la Compagnie des chemins de fer de l'Est, l'exploitant des lignes de la Société royale grand-ducale des chemins de fer Guillaume-Luxembourg, lors de l'ouverture à l'exploitation de la section d'Ettelbruck à Troisvierges le 15 décembre 1866.
Son bâtiment voyageurs actuel est quasiment identique à celui de la gare de Drauffelt et date vraisemblablement des années 1910. Il fut construit en remplacement d'une gare rectangulaire à deux étages.
Une gare de triage est ajoutée en 1874.

## Service des voyageurs

### Accueil
Halte CFL, c'est un point d'arrêt non géré (PANG). Le passage d'un quai à l'autre se fait par un passage souterrain. La halte est équipée de deux abris et d'un automate pour l'achat de titres de transport.

### Desserte
Goebelsmuehle est desservie par des trains InterCity (IC) et Regional-Express (RE) qui exécutent les relations suivantes, :
- Luxembourg - Ettelbruck - Diekirch - Troisvierges (- Gouvy - Liège-Guillemins - Liers pour les trains IC) ;
- Troisvierges - Luxembourg - Rodange.

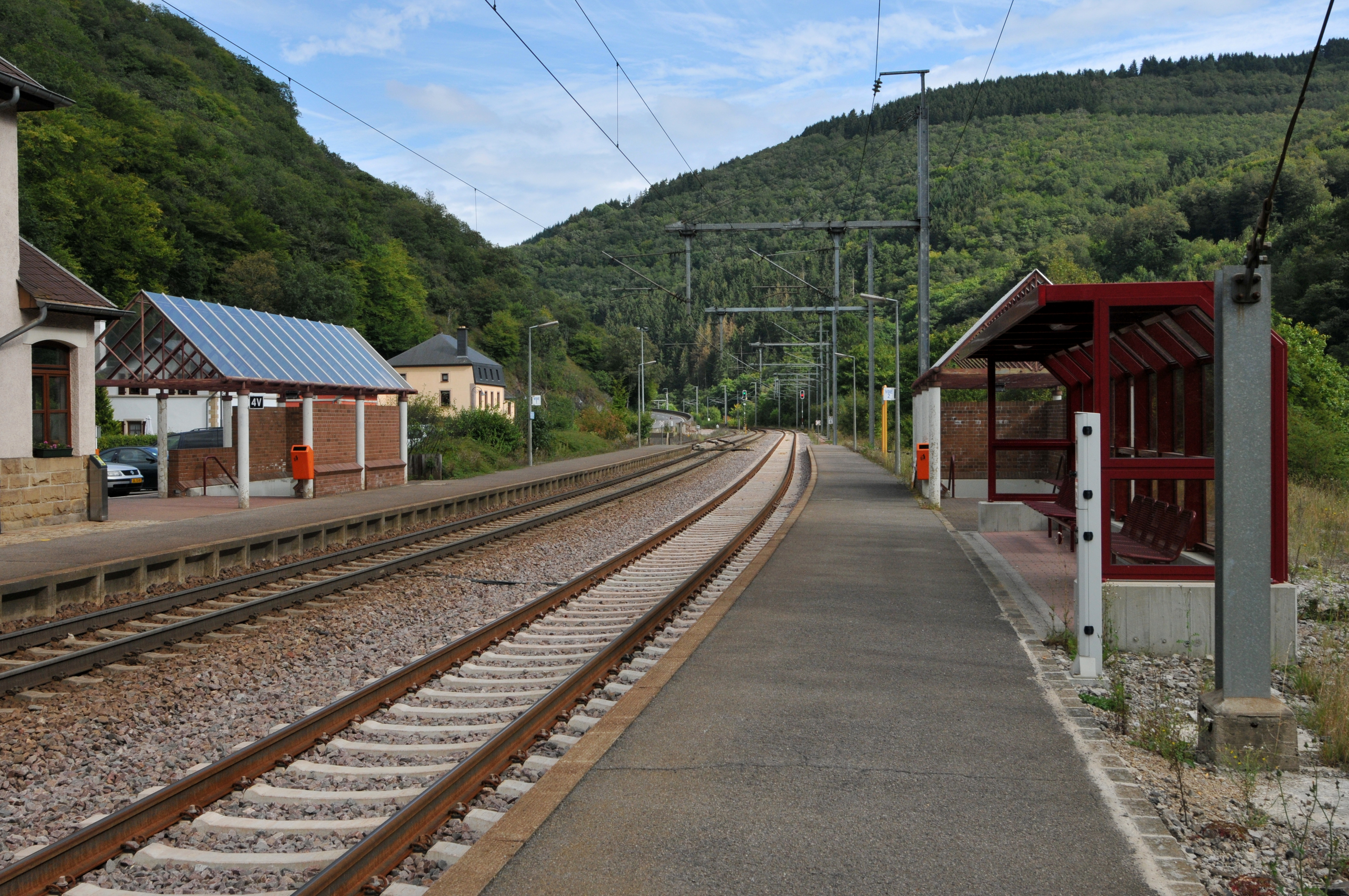
Voies, quais et abris de la halte.

### Intermodalité
Un parc pour les vélos (7 places) et un parking pour les véhicules (>20 places) y sont aménagés. La gare est desservie par la ligne 147 du Régime général des transports routiers.
La gare n'est pas accessible pour les personnes à mobilité réduite.